# Steeple Barton
Steeple Barton is een civil parish in het bestuurlijke gebied West Oxfordshire, in het Engelse graafschap Oxfordshire. In 2001 telde het civil parish 1500 inwoners.